# SummerSlam
SummerSlam (в переводе с англ. — «Летний бросок») — это премиальное живое шоу по рестлингу, ежегодно проводимое с 1988 года американским рестлинг-промоушном WWE. С 2006 года шоу брендируется как «Самая большая летняя вечеринка».
Шоу считается вторым по значимости событием года для WWE после главного события — WrestleMania. Оно также считается одним из четырёх крупнейших PPV-шоу, наряду с WrestleMania, Royal Rumble и Survivor Series, называемыми «Большой четверкой».
Первое шоу прошло 29 августа 1988 года на арене «Мэдисон-сквер-гарден» в Нью-Йорке и распространялось по системе PPV в отличие от Royal Rumble этого же года, которое демонстрировалось на USA Network. С 2009 по 2014 год SummerSlam проходил в «Стейплс-центр» в Лос-Анджелесе, а с 2015 по 2018 год мероприятие проходило в «Барклайс-центр» в нью-йоркском районе Бруклин.

## История
В 1980-х годах главным конкурентом World Wrestling Federation Винса Макмэна в профессиональной индустрии рестлинга была компания Jim Crockett Promotions, базирующаяся в Шарлотте, которая была членом National Wrestling Alliance. Макмэн противопоставил успешное телевизионное мероприятие Джима Крокетта Starrcade, которое началось в 1983 году, франшизе WrestleMania в 1985 году и в конечном итоге вынудил Крокетта продать свою компанию Теду Тернеру, который переименовал ее в World Championship Wrestling. WWF сделал трансляцию платной и добавил еще несколько в линейку, чтобы извлечь выгоду из успеха своих предыдущих мероприятий.
В дополнение к WrestleMania в марте и серии Survivor в ноябре, Макмэн добавил третью платную трансляцию в августе, которую назвал SummerSlam. Чтобы удержать WWF от монополии на рынке платных трансляций, WCW начала устраивать ежемесячные платные трансляции. Обе компании начали приносить сотни миллионов долларов дохода. Первый летний слэм состоялся 29 августа 1988 года в Мэдисон-сквер-гарден в Нью-Йорке. SummerSlam стал одним из самых успешных событий WWF и входит в так называемую «Большую четверку» наряду с WrestleMania, серией Survivor и Royal Rumble<.
Начиная с 1988 года шоу SummerSlam доступно к просмотру по системе PPV. В 2014 году основной площадкой для показа стал сервис WWE Network, права на который продавались в разные страны другим сервисам. Так в США с 2022 шоу можно приоритетно смотреть на Peacock. В 2024 году был подписан контракт на постепенный переход всех премиум-шоу WWE на Netflix, который является основной площадкой для просмотра шоу из-за границ США.
Все шоу SummerSlam кроме одного были проведены в августе. В 2022-м году SummerSlam был впервые проведен в июле. В 2023-м году шоу вернулось на август, его стали регулярно проводить в первый уик-енд августа.
Единственный раз шоу SummerSlam было проведено без зрителей в 2020 году в разгар коронавирусной пандемии. Изначально оно было запланировано к проведению в Бостоне, однако из-за ограничений, введенных американским правительством, его провели за закрытыми дверями на арене Amway Center в Орландо.
В 2021 году после снятия жестких ограничений SummerSlam стал первым премиум-шоу WWE, проведенным со зрителями — без каких-либо ограничений. То шоу впервые прошло на футбольном стадионе. По этим же причинам в 2021 году именно SummerSlam официально позиционировался как главное шоу WWE в году, поскольку WrestleMania 37 прошла со зрителями, но с и ограниченной посещаемостью.
В 2024 году было объявлено, что с 2026 года шоу станет двухдневным. Чуть позже объявили, что на двухдневный формат SummerSlam перейдет годом ранее — уже в 2025 году. Таким образом SummerSlam станет вторым шоу WWE, которое будет растянуто на два шоу.

## Даты и места проведения
| Шоу               | Дата            | Город                     | Место проведения                                                                      | Главное событие |
| ----------------- | --------------- | ------------------------- | ------------------------------------------------------------------------------------- | --- |
| SummerSlam (1988) | 29 августа 1988 | Нью-Йорк, Нью-Йорк        | Медисон-сквер-гарден                                                                  | Халк Хоган и Рэнди Сэвидж против Теда Дибиаси и Андре Гиганта |
| SummerSlam (1989) | 28 августа 1989 | Ист-Ратерфорд, Нью-Джерси | Медоулендс-арена                                                                      | Халк Хоган и Брутус Бифкейк против Рэнди Сэвиджа и Зевса |
| SummerSlam (1990) | 27 августа 1990 | Филадельфия, Пенсильвания | Спектрум                                                                              | Последний воин (c) против Рика Руда в стальной клетке за титул чемпиона WWF |
| SummerSlam (1991) | 26 августа 1991 | Нью-Йорк, Нью-Йорк        | Медисон-сквер-гарден                                                                  | Халк Хоган и Последний Воин против Сержанта Слотера, Полковника Мустафы и Генерала Эднана в неравном поединке 2 на 3 |
| SummerSlam (1992) | 29 августа 1992 | Лондон, Англия            | Уэмбли                                                                                | Брет Харт (c) против Британского Бульдога за титул интерконтинентального чемпиона WWF |
| SummerSlam (1993) | 30 августа 1993 | Оберн-Хиллс, Мичиган      | Пэлас оф Оберн-Хиллс                                                                  | Лекс Люгер против Ёкодзуны (c) (с Джимом Корнеттом и Мистером Фудзи) за титул чемпиона WWF |
| SummerSlam (1994) | 29 августа 1994 | Чикаго, Иллинойс          | Юнайтед-центр                                                                         | Гробовщик (с Полом Берером) против Гробовщика (с Тедом Дибиаси) |
| SummerSlam (1995) | 27 августа 1995 | Питтсбург, Пенсильвания   | Питтсбург Сивик-арена                                                                 | Дизель (c) против Короля Мабела за титул чемпиона WWF |
| SummerSlam (1996) | 18 августа 1996 | Кливленд, Огайо           | Gund Arena                                                                            | Шон Майклс (c) против Вэйдера за титул чемпиона WWF |
| SummerSlam (1997) | 3 августа 1997  | Ист-Ратерфорд, Нью-Джерси | Continental Airlines Arena                                                            | Гробовщик против Брета Харта за титул чемпиона WWF |
| SummerSlam (1998) | 30 августа 1998 | Нью-Йорк, Нью-Йорк        | Медисон-сквер-гарден                                                                  | Стив Остин (c) против Гробовщика за титул чемпиона WWF |
| SummerSlam (1999) | 22 августа 1999 | Миннеаполис, Миннесота    | Таргет-центр                                                                          | Стив Остин (c) против Мэнкайнда против Игрока в поединке «Тройная Угроза» за титул чемпиона WWF |
| SummerSlam (2000) | 27 августа 2000 | Роли, Северная Каролина   | Entertainment and Sports Arena                                                        | Скала (c) против Курта Энгла против Игрока в поединке «Тройная Угроза» за титул чемпиона WWF |
| SummerSlam (2001) | 19 августа 2001 | Сан-Хосе, Калифорния      | Компак-центр                                                                          | Букер Ти (c) против Скалы за титул чемпиона мира WCW |
| SummerSlam (2002) | 25 августа 2002 | Юниондейл, Нью-Йорк       | Nassau Veterans Memorial Coliseum                                                     | Скала (c) против Брока Леснара (с Полом Хейманом) за титул бесспорного чемпиона WWE |
| SummerSlam (2003) | 24 августа 2003 | Финикс, Аризона           | America West Arena                                                                    | Игрок (c) против Криса Джерико против Кевина Нэша против Шона Майклза против Рэнди Ортона против Голдберга в поединке в Клетке Уничтожения за титул чемпиона мира в тяжёлом весе                                                                   |
| SummerSlam (2004) | 15 августа 2004 | Торонто, Канада           | Air Canada Centre                                                                     | Крис Бенуа (с) против Рэнди Ортона в поединке за титул чемпиона мира в тяжёлом весе |
| SummerSlam (2005) | 21 августа 2005 | Вашингтон, округ Колумбия | MCI Center                                                                            | Халк Хоган против Шона Майклза |
| SummerSlam (2006) | 20 августа 2006 | Бостон, Массачусетс       | ТД Бэнкнорт-гарден                                                                    | Эдж (c) против Джона Сина в поединке за титул чемпиона WWE |
| SummerSlam (2007) | 26 августа 2007 | Ист-Ратерфорд, Нью-Джерси | Continental Airlines Arena                                                            | Джон Сина (c) против Рэнди Ортона в поединке за титул чемпиона WWE |
| SummerSlam (2008) | 17 августа 2008 | Индианаполис, Индиана     | Conseco Fieldhouse                                                                    | Гробовщик против Эджа в поединке "Ад в Клетке" |
| SummerSlam (2009) | 23 августа 2009 | Лос-Анджелес, Калифорния  | Стэйплс-центр                                                                         | Джефф Харди (c) протиа СМ Панка в поединке со столами, лестницами и стульями за титул чемпиона мира в тяжёлом весе |
| SummerSlam (2010) | 15 августа 2010 | Лос-Анджелес, Калифорния  | Стэйплс-центр                                                                         | Команда WWE (Джон Сина, Дэниел Брайан, Эдж, Крис Джерико, Брет Харт, Джон Моррисон и R-Truth) против Нексус (Уэйд Баррет, Джастин Гэбриел, Хит Слейтер, Дэвид Отунга, Скип Шеффилд, Майкл Тарвер и Даррен Янг) - командный поединок на уничтожение |
| SummerSlam (2011) | 14 августа 2011 | Лос-Анджелес, Калифорния  | Стэйплс-центр                                                                         | СМ Панк (c) против Джона Сины (c) за титул бесспорного чемпиона WWE |
| SummerSlam (2012) | 19 августа 2012 | Лос-Анджелес, Калифорния  | Стэйплс-центр                                                                         | Трипл Эйч против Брока Леснара |
| SummerSlam (2013) | 18 августа 2013 | Лос-Анджелес, Калифорния  | Стэйплс-центр                                                                         | Джон Сина (с) против Дэниела Брайана за титул чемпиона WWE |
| SummerSlam (2014) | 17 августа 2014 | Лос-Анджелес, Калифорния  | Стэйплс-центр                                                                         | Джон Сина (с) против Брока Леснара за титул Чемпиона мира в тяжёлом весе WWE |
| SummerSlam (2015) | 23 августа 2015 | Бруклин, Нью-Йорк         | Барклайс-центр                                                                        | Гробовщик против Брока Леснара |
| SummerSlam (2016) | 21 августа 2016 | Бруклин, Нью-Йорк         | Барклайс-центр                                                                        | Рэнди Ортон против Брока Леснара |
| SummerSlam (2017) | 20 августа 2017 | Бруклин, Нью-Йорк         | Барклайс-центр                                                                        | Брок Леснар (с) против Романа Рейнса против Самоа Джо против Брона Строумэна за титул чемпиона Вселенной WWE |
| SummerSlam (2018) | 19 августа 2018 | Бруклин, Нью-Йорк         | Барклайс-центр                                                                        | Брок Леснар (с) против Романа Рейнса за титул чемпиона Вселенной WWE |
| SummerSlam (2019) | 11 августа 2019 | Торонто, Онтарио, Канада  | Скоушабэнк-арена                                                                      | Брок Леснар (c) против Сета Роллинса за титул чемпиона Вселенной WWE |
| SummerSlam (2020) | 23 августа 2020 | Орландо, Флорида          | WWE ThunderDome в Amway Center                                                        | Брон Строумэн (c) против «Изверга» Брэя Уайатта в матче за титул чемпиона Вселенной WWE с удержаниями где угодно |
| SummerSlam (2021) | 21 августа 2021 | Лас-Вегас, Невада         | Allegiant Stadium                                                                     | Роман Рейнс (с) против Джона Сины за титул чемпиона Вселенной WWE |
| SummerSlam (2022) | 30 июля 2022    | Нэшвилл, Теннесси         | Ниссан-стэдиум                                                                        | Роман Рейнс (c) против Брока Леснара в матче "Последний стоящий на ногах" за Неоспоримое чемпионство Вселенной WWE |
| SummerSlam (2023) | 5 августа 2023  | Детройт, Мичиган          | Форд Филд                                                                             | Роман Рейнс (с) против Джея Усо за Неоспоримое чемпионство вселенной WWE |
| SummerSlam (2024) | 3 августа 2024  | Кливленд, Огайо           | Кливленд Браунс Стадиум                                                               | Коди Роудс (c) против Соло Сикоа по Правилам Bloodline за Чемпионство WWE |
| SummerSlam (2025) | 2 августа 2025  | Ист-Ратерфорд, Нью-Джерси | Метлайф-стэдиум                                                                       | Гюнтер (с) против Си Эм Панка за Чемпионство мира в тяжёлом весе |
| SummerSlam (2025) | 3 августа 2025  | Ист-Ратерфорд, Нью-Джерси | Джон Сина (с) против Коди Роудса в матче Уличная Драка за Неоспоримое Чемпионство WWE | Гюнтер (с) против Си Эм Панка за Чемпионство мира в тяжёлом весе |